# American Mathematical Society
La Società Matematica Americana (AMS) è un'associazione che si dedica ai problemi della ricerca e dell'insegnamento della matematica. Essa opera curando varie pubblicazioni, organizzando conferenze e conferendo premi a matematici. Fu fondata nel 1888, principalmente per opera di Thomas Fiske, il quale, durante una visita in Inghilterra, era rimasto impressionato del funzionamento della London Mathematical Society.

## Descrizione
La AMS è da tempo la più influente tra le associazioni dei matematici e conta varie decine di migliaia di soci, molti dei quali non statunitensi e di madre lingua diversa dall'inglese.
La AMS ha sostenuto lo sviluppo del sistema tipografico TEX da parte di Donald Knuth, ed è stata tra i primi organismi a sollecitare gli autori di lavori matematici perché scrivessero questi testi scientifici direttamente su supporto digitale, servendosi del suddetto sistema; essa ha anche messo a punto una propria versione di TEX chiamata AMS-TEX, da usarsi per la presentazione di testi da pubblicare sulle loro riviste.
Negli ultimi anni la AMS si è posta il problema dell'utilizzo di Internet per la comunicazione matematica, e per la conservazione e la veicolazione telematica della letteratura matematica. Essa quindi promuove e sviluppa varie iniziative di gestione digitale delle conoscenze matematiche, anche in partnership con organismi come l'International Mathematical Union e la European Mathematical Society; tra queste, la Digital Mathematical Library.
Inoltre ha trasformato alcune attività editoriali in iniziative di editoria e gestione elettronica, e cura una panoramica delle iniziative sul web per la matematica sotto la sigla Math on the Web.

## Pubblicazioni
La AMS pubblica Mathematical Reviews, una rivista dedicata alle recensioni e agli abstract delle pubblicazioni matematiche.
Pubblica inoltre numerosi periodici scientifici:
- Su argomenti generali:
  - Bulletin of the American Mathematical Society - trimestrale,
  - Electronic Research Announcements of the AMS - solo online,
  - Journal of the American Mathematical Society - trimestrale,
  - Notices of the American Mathematical Society - mensile, uno dei periodici matematici più letti,
  - Proceedings of the American Mathematical Society - mensile,
  - Transactions of the American Mathematical Society - mensile,
- Su argomenti specifici:
  - Mathematics of Computation - trimestrale,
  - Conformal Geometry and Dynamics - solo online,
  - Representation Theory - solo online.